# Чудопад
«Чудопад» (англ. Wonderfalls) — американский телесериал, выходивший в эфир канала Fox в 2004 году.
Шоу рассказывает о молодой девушке по имени Джей Тайлер, неожиданно ставшей обладательницей удивительного дара общения с духами посредством различных вещей с изображёнными на них мордами животных. Джей работает в магазине сувениров под названием «Чудопад», живёт в трейлере неподалёку от Ниагарского водопада.

## В ролях
| Актёр           | Роль                                   |
| --------------- | -------------------------------------- |
| Каролин Даверна | Джей Тайлер                            |
| Трейси Томс     | Махандра МакГинти                      |
| Тайрон Лейтсо   | Эрик Готс                              |
| Ли Пейс         | Аарон Тайлер                           |
| Кэти Финнеран   | Шарон Тайлер                           |
| Уильям Сэдлер   | Дэрин Тайлер                           |
| Дайана Скаруид  | Карэн Тайлер                           |
| Нил Грэйстон    | Алек «Дышащий ртом» (появляется редко) |
| Джуэл Стэйт     | Хайди Готс (появляется редко)          |

Приглашённая звезда Келли Вэймайер умерла вскоре после съёмок эпизода «Safety Canary», и в титрах появляется посвящение «In Memory of Kellie Waymire».

## История создания

### Производство
Съёмки этого американского шоу проходили у Ниагарского водопада и Торонто в Онтарио, Канада. В главных ролях снялось лишь несколько канадских актёров, включая исполнительницу главной роли. Автор сериала — Брайан Фуллер, а исполнительным продюсером выступил Тим Минеар. Первоначально шоу должно было выйти в эфир осенью 2003, однако показ был отложен до начала 2004 года. Рабочие названия шоу — «Animal Crackers», «The Tchotchke Whisperer», «Normally Insane», «What Ever Happened To Baby Jaye?», «Babble Head» и фаворит «Joan Of Niagara».
После премьеры шоу в марте 2004 сериал получил лестные отзывы критиков, однако имел низкие рейтинги. Пилотный эпизод «Wax Lion» получил более высокий рейтинг при повторе в четверг, и вскоре сериал передвинули с вечера пятницы на четверг в сетке вещания. Примечательно, что практически никакой дополнительной рекламы для шоу не было сделано. После выхода четырёх эпизодов сериал был закрыт. Реклама пятой серии вышла в эфир, но остальные эпизоды так и не были показаны.

### Музыка
В качестве главной музыкальной тема шоу, звучавшей в начале и конце каждой серии, была использована песня Энди Партриджа «I Wonder Why The Wonderfalls». Для этой песни был снят музыкальный клип с участием актёров, подпевающих композиции. Также в клипе были использованы фрагменты некоторых эпизодов. Музыку к сериалу написал композитор Майкл Эндрюс.
Кроме того, в сериале были использованы песни популярных исполнителей: «We Used To Be Friends» The Dandy Warhols, «I Walk The Line» Джонни Кэша, «Inside Of Love» Nada Surf, «Stay» Мишель Физерстоун, «Flying High» Jem, «Dirty Little Secret» Сары МакЛахлан и др.

### Закрытие
Несмотря на закрытие, у сериала появилось множество поклонников. Был открыт сайт, а также начата кампания в поддержку шоу — некоторые актёры даже принимали участие в жизни сайта. Сразу же после закрытия шоу, авторы пытались заинтересовать им другие каналы, включая «The WB», а некоторые серии были показаны в кинотеатрах Лос-Анджелеса летом 2004.
Летом 2005 года сериал был показан на кабельном канале «Logo». Тогда же британский канал «Sky1» показал все эпизоды шоу, правда в другом порядке. «Музей радио и телевидения» устраивал двухдневный показ сериала 29 и 30 января 2005 года.
1 февраля 2005 года компания «20th Century Fox» выпустила весь сериал на DVD. Примечательно, что сериал выходил на DVD только в первом регионе. На дисках были расположены все 13 эпизодов шоу; 6 аудиодорожек с комментариями создателей Тодда Холланда и Брайана Фуллера и актёрами Каролин Даверна и Кэти Финнеран — к эпизодам «Wax Lion», «Crime Dog», «Lovesick Ass», «Safety Canary», «Cocktail Bunny» (также в комментировании принимал участие Скотч Эллис Лоринг) и «Caged Bird»; документальный фильм о съёмках; фильм о визуальных эффектах и музыкальное видео Энди Партриджа на песню «I Wonder Why The Wonderfalls».

## Эпизоды
Канал Fox выпускал эпизоды шоу не в хронологическом порядке. Съёмки эпизодов также проходили не в том порядке, в котором их планировалось выпускать в эфир. Приведённый ниже список эпизодов представляет хронологический порядок серий, выпущенных на DVD.
Существует также другая версия пилотного эпизода «Wax Lion», где Керри Вашингтон сыграла роль Махандры, а Адам Скотт — роль Аарона. По словам создателей в комментариях, актёры были заменены, потому что не могли принимать участие в дальнейших съёмках шоу. Также Габриэль говорит Джей, что он женится на медсестре — хотя сцена не очень понравилась создателям сериала, канал хотел, чтобы сюжетная линия охранника была полностью завершена.
| № | Название           | Режиссёр        | Автор сценария                      | Дата премьеры   | Произв. код |
| --- | ------------------ | --------------- | ----------------------------------- | --------------- | ----------- |
| 1 | «Wax Lion»         | Тодд Холланд    | Тодд Холланд и Брайан Фуллер        | 12 марта 2004   | 1AHM79      |
| Работающая в магазине сувениров выпускница Гарварда Джей Тайлер неожиданно для себя начинает слышать голоса оживших предметов, которые заставляют её делать разные вещи, приводящие к неожиданным результатам. |                    |                 |                                     |                 |             |
| 2 | «Pink Flamingos»   | Тодд Холланд    | Гретхен Джей. Берг и Аарон Гарбертс | 1 апреля 2004   | 1AHM01      |
| Голоса заставляют Джей помочь бывшей однокласснице устроить встречу выпускников. |                    |                 |                                     |                 |             |
| 3 | «Karma Chameleon»  | Марита Грабяк   | Тим Майнир                          | 19 марта 2004   | 1AHM10      |
| Молодая журналистка пишет статью о поколении Джей, но неожиданно для себя сознаёт, что жизнь лентяйки, избегающей привязанностей, ей нравится больше.                                                          |                    |                 |                                     |                 |             |
| 4 | «Wound-Up Penguin» | Тодд Холланд    | Лиз В. Гарсия                       | 26 марта 2004   | 1AHM12      |
| Джей решает помочь монахине, потерявшей веру в Бога, попросив её «изгнать демонов», голоса которых она постоянно слышит.                                                                                       |                    |                 |                                     |                 |             |
| 5 | «Crime Dog»        | Аллан Крокер    | Криста Вернофф                      | 23 июля 2004    | 1AHM02      |
| Джей и Аарон отправляются на поиски своей гувернантки, депортированной в Канаду. |                    |                 |                                     |                 |             |
| 6 | «Muffin Buffalo»   | Крэйг Зиск      | Гретхен Джей. Берг и Аарон Гарбертс | 23 июля 2004    | 1AHM05      |
| Джей решает слушать советы голосов, и в итоге все её поступки приводят к тому, что окружающие считают её героиней. Её таинственный сосед по прозвищу «Толстый Пэт» выходит из своего трейлера.                 |                    |                 |                                     |                 |             |
| 7 | «Barrel Bear»      | Джейми Бэббит   | Тим Майнир и Брайан Фуллер          | 27 октября 2004 | 1AHM03      |
| Джей помогает женщине, первой спустившейся по водопаду в бочке, восстановить справедливость. |                    |                 |                                     |                 |             |
| 8 | «Lovesick Ass»     | Тодд Холланд    | Ден И. Фесман и Гарри Виктор        | 3 ноября 2004   | 1AHM04      |
| Джей отталкивает Эрика, так как боится, что голоса нереальны, а сама она — сумасшедшая. Вместе молодые люди берутся помочь русской девушке, приехавшей в Америку в результате обмана 13-летнего мальчика.      |                    |                 |                                     |                 |             |
| 9 | «Safety Canary»    | Питер Лауер     | Лиз В. Гарсия и Александер Ву       | 17 ноября 2004  | 1AHM06      |
| Джей боится первого свидания с Эриком, когда понимает, что Махандра и Аарон были правы — она «пожирательница мужчин».                                                                                          |                    |                 |                                     |                 |             |
| 10 | «Lying Pig»        | Питер О'Фэллон  | Криста Вернофф и Эбби Жевантер      | 25 июля 2004    | 1AHM07      |
| Джей решает игнорировать голоса, а жена Эрика, Хайди, решает вернуть мужа. |                    |                 |                                     |                 |             |
| 11 | «Cocktail Bunny»   | Тодд Холланд    | Брайан Фуллер                       | 25 июля 2004    | 1AHM08      |
| Джей пытается уличить Хайди в ужасных вещах после того, как голос заставляет Джей помочь Эрику сойтись с Хайди.                                                                                                |                    |                 |                                     |                 |             |
| 12 | «Totem Mole»       | Джереми Подесва | Гарри Виктор и Ден И. Фесман        | 8 декабря 2004  | 1AHM09      |
| Оказавшийся в индейской резервации Джей встречает дух женщины, которая может помочь заставить голоса умолкнуть.                                                                                                |                    |                 |                                     |                 |             |
| 13 | «Caged Bird»       | Майкл Леманн    | Криста Вернофф                      | 15 декабря 2004 | 1AHM11      |
| Грабитель берёт Джей, Шарон, Алекси и охранника в заложники именно в тот момент, когда Джей и Эрик должны были прощаться перед его возвращением домой вместе с женой.                                          |                    |                 |                                     |                 |             |

### Запланированные сюжетные линии
В аудиокомментариях, расположенных в качестве бонусов на DVD, создатели поделились планами на будущие эпизоды шоу:
- Во втором сезоне терапевт Джей опубликует книгу, в которой изучал феномен, получивший название «Синдром Жанны Д’Арк» в третьем сезоне. Девушка окажется в специальной клинике, где начнёт влиять на жизни обитателей.
- Предполагалось, что сестра Джей, Шерон, забеременеет, переспав со своей подружкой Бет, которая в свою очередь провела ночь со своим бывшим мужем. В итоге, выяснится, что Шерон беременна от него. Это приведётся к решению одной из проблем между Бет и её мужем — они не могли завести детей.
- В сериале должен был появиться ещё один восковой лев, который советовал Джей не слушать то, что говорил первый бракованный лев.
- Во втором сезоне Аарон начнёт боготворить свою сестру, как религиозного деятеля.
- Мальчик, который переписывался с русской невестой в эпизоде «Lovesick Ass» должен был появиться в третьем сезоне в той же клинике, где оказалась Джей, страдая от пиромании после того, как Джей разбила его сердце.

## Признание

### Награды и номинации
Сериал номинировался на несколько престижных наград:
| Год  | Премия                                | Категория                              | Номинант                             | Результат |
| ---- | ------------------------------------- | -------------------------------------- | ------------------------------------ | --------- |
| 2004 | Casting Society Of America            | «Лучший кастинг для пилотного эпизода» | Мали Финн и Джон Бушан               | Номинация |
| 2004 | Television Critics Association Awards | «Выдающееся новое шоу»                 | -                                    | Номинация |
| 2005 | Writers Guild Of America              | «Лучший сюжет эпизода»                 | Брайан Фулер и Тодд Холланд за Пилот | Номинация |

### Отзывы критиков
Журнал «TV Guide» включил шоу в свой список «60 рано отменённых шоу», опубликованный в 2013 году. Сайт Hitfix поставил сериал на 17 место в своём списке «Лучшее, что было на ТВ в этом десятилетии».